# Planipapillus biacinoides
Planipapillus biacinoides är en klomaskart som beskrevs av Reid 2000. Planipapillus biacinoides ingår i släktet Planipapillus och familjen Peripatopsidae. Inga underarter finns listade i Catalogue of Life.